# FK Náchod-Deštné
FK Náchod-Deštné ili kraće FK Náchod češki je nogometni klub iz grada Náchoda, Královéhradečki kraj. Klub je osnovan 1902., a tijekom 1930-ih igrao je u Prvoj čehoslovačkoj nogometnoj ligi. Trenutno igra u Četvrtoj češkoj diviziji, koja predstavlja četvrti rang nogometnih natjecanja u Češkoj.

## Povijesni nazivi
- 1902. — SK Náchod
- 1947. — DSO Sokol Tepna Náchod - Plhov
- 1948. — DSO Sokol Rubena Náchod
- 1961. — TJ Jiskra Náchod
- 1963. — TJ Jiskra Tepna Náchod
- 1964. — TJ Tepna Náchod
- 1974. — TJ Náchod
- 1994. — SK SOMOS Náchod
- 2001. — FK Náchod - Deštné
- 2011. — FK Náchod

## Poznati igrači
- Vratislav Lokvenc

## Vanjske poveznice
- (češ.) Službene klupske stranice